# Pezé-le-Robert
Pezé-le-Robert – miejscowość i gmina we Francji, w regionie Kraj Loary, w departamencie Sarthe.
Według danych na rok 1990 gminę zamieszkiwały 332 osoby, a gęstość zaludnienia wynosiła 20 osób/km² (wśród 1504 gmin Kraju Loary, Pezé-le-Robert plasuje się na 961. miejscu pod względem liczby ludności, natomiast pod względem powierzchni na miejscu 709.).